# Chantaco
Chantaco ist eine Ortschaft und eine Parroquia rural („ländliches Kirchspiel“) im Kanton Loja der ecuadorianischen Provinz Loja. Die Parroquia besitzt eine Fläche von 24,91 km². Beim Zensus 2010 wurden 1177 Einwohner gezählt.

## Lage
Die Parroquia Chantaco liegt in den Anden im Süden von Ecuador. Das Verwaltungsgebiet wird im Westen und im Osten von 3000 m hohen Gebirgskämmen eingerahmt. Die kontinentale Wasserscheide verläuft entlang der östlichen Verwaltungsgrenze. Der Río Chantaco entwässert das Areal nach Süden zum Río Catamayo. Der 2230 m hoch gelegene Ort Chantaco befindet sich 19 km nordwestlich der Provinzhauptstadt Loja.
Die Parroquia Chantaco grenzt im Nordosten und im Osten an die Parroquia Taquil, im Südwesten an
das Municipio von Catamayo sowie im Nordwesten an die Parroquia Chuquiribamba.

## Orte und Siedlungen
In der Parroquia gibt es neben dem Hauptort folgende Barrios: Chantaco, Cumbe, El Auxilio, Fátima, Linderos, Motupe und San Nicolás.

## Geschichte
Die Parroquia Chantaco wurde am 21. März 1986 gegründet.